# زمین‌لرزه مندوزا
زمین‌لرزه مندوزا ممکن است به یکی از موارد زیر اشاره داشته باشد:
- زمین‌لرزه ۱۹۲۰ مندوزا
- زمین‌لرزه ۱۹۸۵ مندوزا
- زمین‌لرزه ۲۰۰۶ مندوزا